# Jakob Zürcher

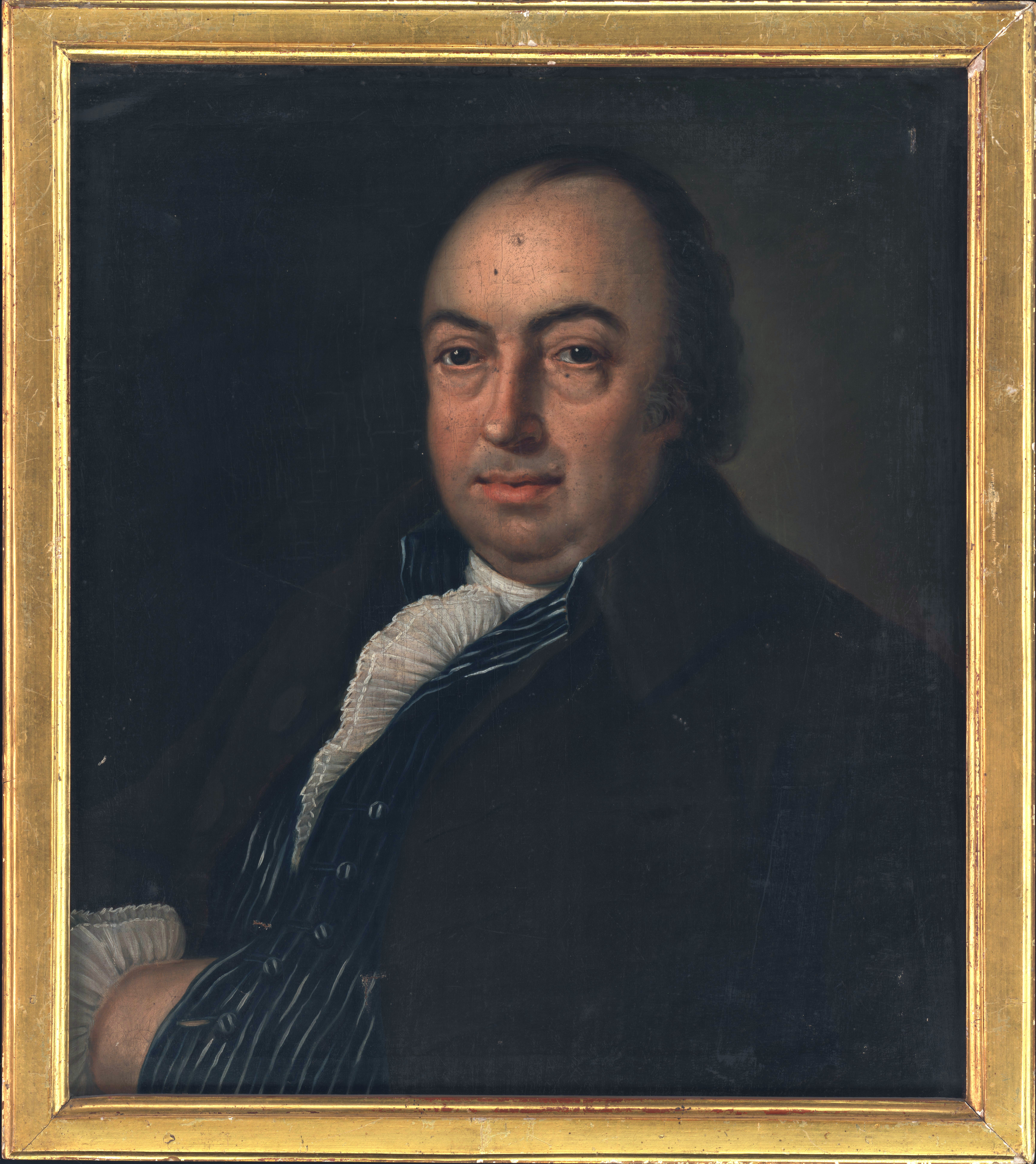
Jakob Zürcher, um 1805

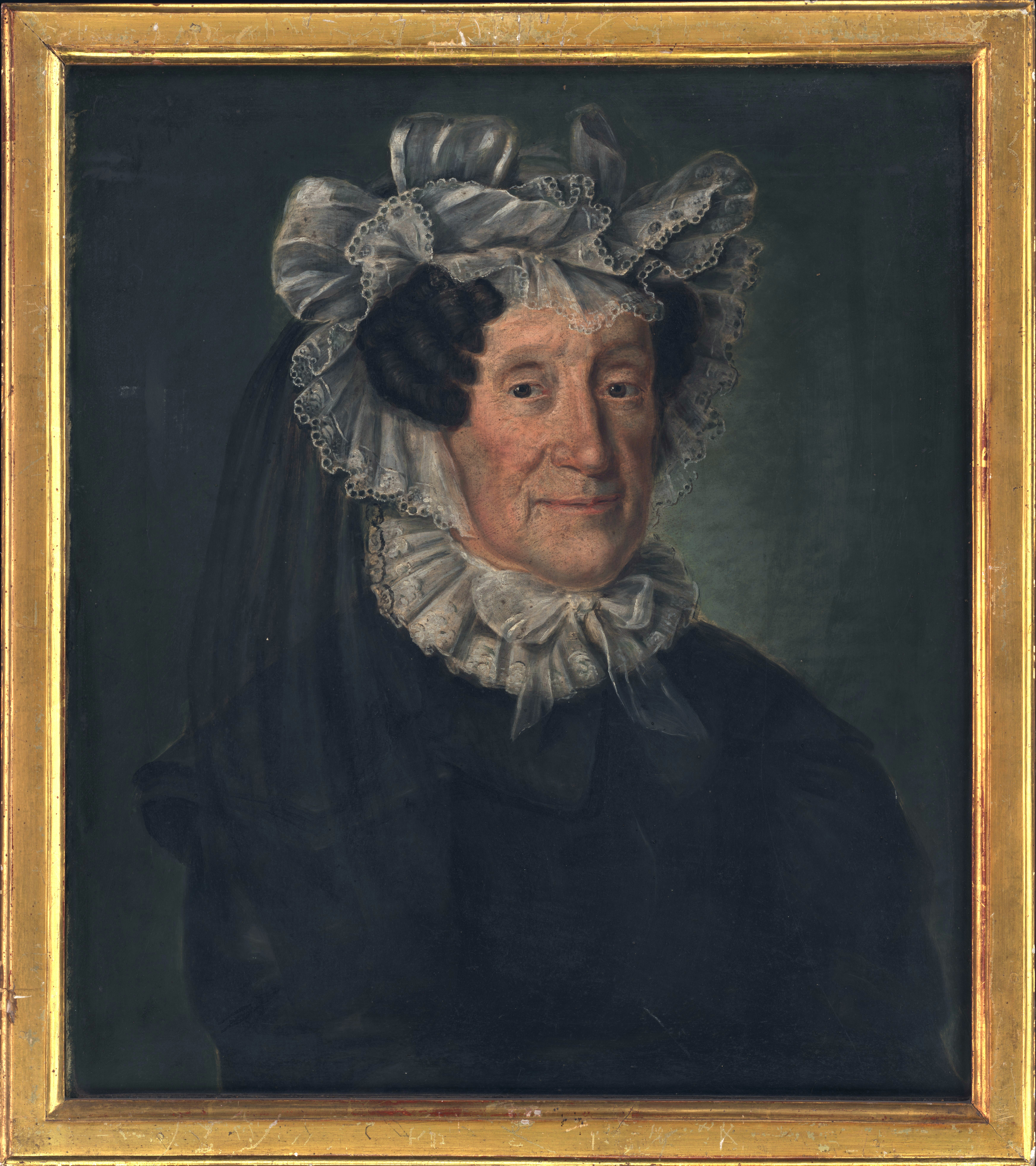
Anna Elisabetha Zürcher-Hirzel (1759–1851), um 1825

Jakob Zürcher (* 10. Juni 1739 in Teufen; † 30. November 1808 in Teufen; heimatberechtigt in Teufen) war ein Schweizer Textilunternehmer und Ratsherr aus dem Kanton Appenzell Ausserrhoden.

## Leben
Jakob Zürcher war der Sohn von Gebhard Zürcher und Maria Grubenmann. 1783 heiratete er Anna Elisabetha Hirzel, eine Tochter des Zürcher Stadtarztes, Ratsherrn und Schriftstellers Johann Caspar Hirzel. Bereits 1776 hatte er sich mit dem Onkel seiner späteren Frau, dem Textilhandelsherrn Johannes Zellweger-Hirzel von Trogen, geschäftlich verbunden. Von 1778 bis 1791 leitete Jakob Zürcher die Handelsfirma Zellweger, Zürcher & Compagnie in Genua, die den Italien- und Spanienhandel Zellweger-Hirzels besorgte. Daneben war Zürcher Ratsherr in Teufen.